# 8245 Молнар
8245 Молнар (8245 Molnar, 1977 RC9, 1991 EV3, 1992 RM3) — астероїд головного поясу, відкритий 8 вересня 1977.
Тіссеранів параметр щодо Юпітера — 3.504.